# Christer Wallin
Bengt Christer Wallin, född 17 juni 1969 i Timrå, är en svensk före detta simmare som under 1980- och 1990-talet skördade stora internationella framgångar. Den största meriten är VM-guldet i lagkapp på 4 x 200 meter frisim vid VM 1994. I laget ingick då även Lars Frölander, Tommy Werner och Anders Holmertz. Wallin inledde sin karriär i Holmsund och Umeå innan han i 20-årsåldern gick över till Mölndals simsällskap.

## Uppväxt och klubbkarriär
Wallin föddes i Timrå, men flyttade till Holmsund i unga år där han gick grundskolan. Han började att simma för Sandviks IK (i Holmsund). Därefter bytte han till Umeå simsällskap (USS) och slutligen till Mölndals Allmänna Simsällskap. Ännu år 2011 innehar han klubbrekordet för Mölndals ASS på 200 och 1500 meter frisim, trots skarp konkurrens från flera andra landslagssimmare som klubben haft genom åren.

## VM och OS
Den största framgången kom i lagkappen vid VM i långbana (50 meter) i Rom 1994. I laget, som tog VM-guld på 4 x 200 meter frisim ingick Christer Wallin, Lars Frölander, Tommy Werner & Anders Holmertz. Wallin var också med och tog OS-silver på 4x200 meter frisim vid sommar-OS 1992 och 1996. I laget 1992 ingick förutom Wallin även Tommy Werner, Anders Holmertz och Lars Frölander. I OS-laget från 1996 simmade Wallin tillsammans med Lars Frölander, Anders Holmertz och Anders Lyrbring. 

## Utmärkelser
1988, då han simmade för USS, vann Wallin tidningen Västerbottens-Kurirens idrottspris VK-guldet.